# Marco Polo (televisieserie)
Marco Polo is een Amerikaanse televisieserie over de jaren van ontdekkingsreiziger Marco Polo aan het hof van Koeblai Khan. De door John Fusco bedachte serie ging op 12 december 2014 in première op Netflix.

## Plot
Marco Polo groeit op bij zijn moeder, omdat zijn vader, Niccolò Polo, als handelaar de wereld rondtrekt. Op een dag neemt Niccolò zijn zoon mee op een meerjarige reis door Azië, waar ze gevangen worden genomen door Koeblai Khan, de kleinzoon van Dzjengis Khan, die in de 13e eeuw over Mongolië heerst. Om zelf vrijgelaten te worden, laat Niccolò zijn zoon als onderpand achter aan het hof. Aan het hof voorziet de jonge Marco Koeblai Khan van zijn zienswijzen op de wereld, terwijl die laatste bezig is om zijn imperium naar China uit te breiden.

## Rolverdeling
- Lorenzo Richelmy als Marco Polo
- Benedict Wong als Koeblai Khan
- Joan Chen als keizerin Chabi
- Rick Yune als Kaidu, de neef van Khan
- Amr Waked als Yusuf, de vice-regent van Khan
- Remy Hii als prins Zhenjin, de zoon van Khan
- Zhu Zhu als Kököchin, de Blauwe Prinses
- Tom Wu als Hundred Eyes, een monnik en generaal
- Mahesh Jadu als Ahmad Fanakati, Khans minister van financiën
- Olivia Cheng als Mei Lin, Chinees keizerin van de Song-dynastie
- Uli Latukefu als Byamba, Khans buitenechtelijke zoon
- Chin Han als Jia Sidao, broer van Mei Lin
- Pierfrancesco Favino als Niccolò Polo, Marco's vader

## Productie
De serie werd oorspronkelijk ontwikkeld door de Amerikaanse betaalzender Starz in januari 2012. Nadat pogingen om in China te filmen mislukten, werd de opdracht teruggegeven aan The Weinstein Company. Netflix raakte geïnteresseerd in de serie en bestelde 10 afleveringen voor een bedrag van ongeveer 90 miljoen dollar. De opnames vonden plaats in Italië, Kazachstan en Maleisië. Op 12 december 2014 zette Netflix alle tien de afleveringen tegelijk online op zijn streamingdienst.

## Afleveringen
| #  | Titel                   | Regie                            | Script             | Datum            |
| -- | ----------------------- | -------------------------------- | ------------------ | ---------------- |
| 1  | The Wayfarer            | Joachim Rønning & Espen Sandberg | John Fusco         | 12 december 2014 |
| 2  | The Wolf and the Deer   | Joachim Rønning & Espen Sandberg | John Fusco         | 12 december 2014 |
| 3  | Feast                   | Alik Sakharov                    | Michael Chernuchin | 12 december 2014 |
| 4  | The Fourth Step         | Alik Sakharov                    | Brett Conrad       | 12 december 2014 |
| 5  | Hashshashin             | Daniel Minahan                   | Patrick Macmanus   | 12 december 2014 |
| 6  | White Moon              | Daniel Minahan                   | Dave Erickson      | 12 december 2014 |
| 7  | The Scholar's Pen       | David Petrarca                   | Michael Chernuchin | 12 december 2014 |
| 8  | Rendering               | John Maybury                     | Brett Conrad       | 12 december 2014 |
| 9  | Prisoners               | David Petrarca                   | Patrick Magmanus   | 12 december 2014 |
| 10 | The Heavenly And Primal | John Fusco                       | John Maybury       | 12 december 2014 |